# Museo Lavazza
Il Museo Lavazza è uno dei più recenti musei di Torino. Ubicato nel quartiere Aurora, ha sede nel complesso della Nuvola Lavazza, il nuovo centro direzionale dell'omonima casa produttrice di caffè e si sviluppa per circa 1200 mq.

## Storia
Inaugurato nel 2018 il museo, progettato dallo studio internazionale di Ralph Appelbaum, permette di prender coscienza della cultura del caffè ripercorrendo, anche in modo interattivo, sia la storia della famiglia Lavazza sia quella dell'industria italiana del XX secolo con riferimento a tutta la filiera del caffè.

## Accesso
L'accesso al museo è consentito dall'interno della Nuvola Lavazza nel cui atrio si trovano oltre alle biglietterie, sia gli accessi al museo che il book shop.

## Percorso espositivo
L'allestimento museale si sviluppa su un percorso circolare a due piani ed è diviso in 5 aree specifiche, tutte dotate di installazioni interattive e ciascuna contraddistinta da contenuti specifici e precise tematiche:
- Casa Lavazza, ossia la storia degli oltre 120 anni di storia della famiglia Lavazza, della produttività del caffè e dello sviluppo del marchio;
- La Fabbrica con i suoni, i colori, gli aromi dei caffè; dalle piantagioni alla raccolta alle modalità di produzione e di distribuzione delle diverse varietà;
- La Piazza con il design e le diverse macchine per caffè;
- L'Atelier con il Carosello, le scenografie ed i testimonial delle pubblicità e con l'interattività mediatica delle telecamere;
- L'Universo con un'immersione a 360° nelle diverse ambientazioni relative al mondo del caffè.

Il museo è dotato di pannelli, schermi luminosi e sonori ed altre installazioni tecnologiche, che attraverso una speciale tazzina di caffè, permettono al visitatore di essere coinvolto ed interagire attivamente durante la visita attraverso storie, curiosità ed aneddoti.